# خانقاه (آذرشهر)
خانقاه یکی از روستاهای استان آذربایجان شرقی است که در دهستان شیرامین
بخش حومه واقع شده‌است.
خانقاه یکی از   توابع شهرستان آذرشهر که در 25کیلومتری آن و نزدیک جاده تبریز کردستان وکنار ریل راه اهن تبریز تهران واقع شده و دارای دو مورد ایستگاه راه اهن میباشد که بعد ازانقلاب متروکه شده و فقط بناهای ان جا مانده است این روستا ازطرف شمال به روستای داشکسن وازطرف جنوب به روستاهای کوخالو و زینتلو و از طرف مشرق به دهستان شیرامین و روستاهای  پیر چوپان و سیلاب و الوانق و از طرف مغرب به دریاچه ارومیه مشرف میگردد.
روستای خانقاه 500 خانوار و 1500نفر جمعیت دارد.
روستا در 25 کیلومتری شهرستان آذرشهر قرار گرفته است.